# Alessandro Pernati di Momo
Alessandro Pernati di Momo (Novara, 2 maggio 1808 – Torino, 27 luglio 1894) è stato un politico e magistrato italiano.

## Biografia
Dopo aver esercitato l'attività di avvocato a Torino, fu intendente generale in diverse città.
Divenne poi prefetto di Torino, deputato e ministro degli Interni nei governi D'Azeglio I e D'Azeglio II.
Nel 1861 fu nominato senatore.
Nel 1866 lasciò la politica attiva per dedicarsi alle istituzioni torinesi di pubblica assistenza.
La città di Novara lo ricorda con un busto in marmo in corso Mazzini, nel cortile dell'ospedale.